# Donghwa-myeon
Donghwa-myeon (koreanska: 동화면)  är en socken i Sydkorea. Den ligger i kommunen Jangseong-gun i provinsen Södra Jeolla, i den södra delen av landet, 255 km söder om huvudstaden Seoul.